# Гечсаран (шагрестан)
Гечсара́н (перс. شهرستان گچساران) — одна з 5 областей (шагрестанів) іранської провінції Кохґілує і Боєрахмед. Адміністративний центр — місто Догонбедан. До складу шагрестана входять райони (бахші):
- Меркезі (центральний) (بخش مرکزی)
- Башт (بخش باشت)

Населення області на 2006 рік становило 131 628 осіб.